# Mama Coca
En las algunas versiones de las leyendas sobre el origen del Imperio Inca, Mama Coca era la esposa principal de Sinchi Roca, el segundo Inca, hijo de Manco Cápac y Mama Ocllo, los fundadores del imperio.
Al morir Mama Coca, Sinchi Roca "...ordenó construirle una huaca y efectuar permanentes sacrificios de sangre y chicha en ella, hasta que un día brotó un arbusto; el Inca tomó sus hojas y las mantenía en la boca todo el tiempo, creyendo así estar en contacto con la muerta. De sus frutos mandó sembrar una chagra, cuyas hojas cargaba en una jigra de lana para mascarlas y para darlas a aquellos que se distinguían a su servicio, a quienes podía permitir también que la sembraran. A su muerte, se le enterró en la misma huaca y sus sucesores mantuvieron durante siglos la tradición de mascar y dar la coca, con lo cual se extendió su cultivo, pero siempre entre los afectos a los Incas, al tiempo que se mantenía prohibida al pueblo".
También se le asocia con el sexo excesivo, pues se dice que era una mujer promiscua que la partieron en dos sus amantes y que de su cuerpo salió el arbusto de coca.